# Политика на строги икономии (СРР)
Политиката на строги икономии е наложена през 1980-те години в Социалистическа република Румъния (СРР) с цел да бъде изплатен изцяло външният дълг на страната.
Курсът към строги икономии е провеждан от държавата и управляващата Румънска комунистическа партия начело с нейния генерален секретар Николае Чаушеску, президент на СРР и председател на Държавния съвет на СРР, от 1981 до 1989 г.

## Предприети мерки
Този дълг е натрупан от взетите държавни кредити за индустриализацията на Румъния през 1970-те години в рекордния обем от 13 млрд. щ. дол. към 1982 г. Невижданата енергийна криза в света от 1970-те години довежда не само до оскъпяване на производството, но и на заемите; страната се оказва в невъзможност да прави плащания по дълговете си.
Румъния се обръща към Международния валутен фонд за отпускане на кредитна линия през 1981 г. и предприема курс към изплащане на всички свои дългове. В съответствие с препоръките на МВФ вносът (включително на продоволствие) е съкратен, а износът е увеличен.
С цел набавяне на конвертируема валута за изплащане на външния дълг се прилагат мерки за постигане на излишък в търговския баланс на страната, главно чрез максимало ограничаване на вноса и увеличаване на износа – чрез експортно ориентиране на икономиката и оптимално орязване на разходите за производство (включително на работните заплати) за повишаване на конкурентоспособността.
Страната изплаща половината от дълговете си към 1986 г. и изцяло (преди крайня срок) – в началото на 1989 г. Политиката на икономии обаче продължава.

## Последствия от мерките
Тази икономическа политика довежда до спад в производството на потребителски стоки и техен дефицит, съчетано с рязко спадане на покупателната способност и жизнения стандарт на населението. В резултат от мерките възниква недостиг на продоволствие, цените започват да растат. Работниците получават „право“ (на практика задължително) с част от заплатите си да участват в собствеността на изцяло държавните дотогава предприятия: фактически заплатите падат с около 1/4.
В резултат, въпреки постигнатите успехи вследствие от предприетите мерки, свитият вътрешен пазар след време води до стагнация на икономиката, спадналото производство се оскъпява и затруднява от съкратения внос на производствени стоки, отново пада конкурентоспособността (по качество и цени), съкращават се обемът на износа и добитата валута от него.
Политиката, изразила се в своеобразна шокова терапия за населението, предизвиква масово недоволство, прераснало във вълнения и въстание в Брашов през 1987 г. – доста преди политическите промени в страните от Централна и Източна Европа от 1989 г. Това крайно недоволство е основната причина за революцията от 1989 г., в хода на която са разстреляни Николае Чаушеску и съпругата му Елена Чаушеску.